# Récompenses du Jazz de l'Utah
Le Jazz de l'Utah est une franchise de basket-ball américaine évoluant dans la National Basketball Association. Cet article regroupe l'ensemble des récompenses du Jazz de l'Utah durant les saisons NBA.

## Titres de l'équipe

### Champion NBA
Aucun titre de champion NBA.

### Champion de conférence
Ils ont remporté 2 titres de champion de la Conférence Ouest : 1997, 1998.

### Champion de division
Le Jazz a été 11 fois champion de sa division : 1984, 1989, 1992, 1997, 1998, 2000, 2007, 2008, 2017, 2021 et 2022.
Ils se répartissent en 6 titres en division Midwest et 5 titres de la division Nord-Ouest.

## Titres individuels

### MVP
- Karl Malone (x2) – 1997, 1999

### Défenseur de l'année
- Mark Eaton (x2) – 1985, 1989
- Rudy Gobert (x3) – 2018, 2019, 2021

### Rookie de l'année
- Darrell Griffith – 1981

### Sixième homme de l'année
- Jordan Clarkson – 2021

### Entraîneur de l'année
- Frank Layden – 1984

### Exécutif de l'année
- Frank Layden – 1984

### J. Walter Kennedy Citizenship Award
- Frank Layden - 1984
- Thurl Bailey - 1989

## Hall of Fame

### Joueurs
8 hommes ayant joué au Jazz principalement, ou de façon significative pendant leur carrière ont été introduits au Basketball Hall of Fame (également appelé Naismith Memorial Basketball Hall of Fame).
| Joueur          | Activité au Jazz | Activité au Jazz | Hall of Fame        |
| Joueur          | Années           | Titres avec Utah | Année intronisation |
| --------------- | ---------------- | ---------------- | ------------------- |
| Pete Maravich   | 1974–1980        | 0                | 1987                |
| Walt Bellamy    | 1974             | 0                | 1993                |
| Gail Goodrich   | 1976–1979        | 0                | 1996                |
| Adrian Dantley  | 1979–1986        | 0                | 2008                |
| John Stockton   | 1984–2003        | 0                | 2009                |
| Karl Malone     | 1985–2003        | 0                | 2010                |
| Bernard King    | 1979–1980        | 0                | 2013                |
| Spencer Haywood | 1979             | 0                | 2015                |

### Entraineurs, managers et contributeurs
| Personnalité | Activité au Jazz | Activité au Jazz | Activité au Jazz | Hall of Fame        | Hall of Fame |
| Personnalité | Années           | Titres avec Utah | Fonction         | Année intronisation | Qualité      |
| ------------ | ---------------- | ---------------- | ---------------- | ------------------- | ------------ |
| Jerry Sloan  | 1988–2011        | 0                | entraîneur       | 2009                | entraîneur   |

## Maillots retirés
Les maillots retirés au sein de la franchise du Jazz sont les suivants :
- 1 - Frank Layden
- 4 - Adrian Dantley
- 7 - Pete Maravich
- 9 - Larry H. Miller (propriétaire de 1985 à 2009)
- 12 - John Stockton
- 14 - Jeff Hornacek
- 32 - Karl Malone
- 35 - Darrell Griffith
- 53 - Mark Eaton
- 1223 - Jerry Sloan (entraîneur de 1988 à 2011)

## Récompenses du All-Star Week-End

### Sélections au All-Star Game
Liste des joueurs sélectionnés pour le All-Star Game, en tant que joueur du Jazz de l'Utah :
- Pete Maravich (x3) - 1977, 1978, 1979
- Leonard Robinson - 1978
- Adrian Dantley (x6) - 1980, 1981, 1982, 1984, 1985, 1986
- Rickey Green - 1984
- Karl Malone (x14) - 1988, 1989, 1990, 1991, 1992, 1993, 1994, 1995, 1996, 1997, 1998, 2000, 2001, 2002
- John Stockton (x10) - 1989, 1990, 1991, 1992, 1993, 1994, 1995, 1996, 1997, 2000
- Mark Eaton - 1989
- Andreï Kirilenko - 2004
- Carlos Boozer (x2) - 2007, 2008
- Mehmet Okur - 2007
- Deron Williams (x2) - 2010, 2011
- Gordon Hayward - 2017
- Rudy Gobert (x3) - 2020, 2021, 2022
- Donovan Mitchell (x3) - 2020, 2021, 2022
- Mike Conley - 2021
- Lauri Markkanen - 2023

### MVP du All-Star Game
- Karl Malone (x2) – 1989, 1993
- John Stockton – 1993

### Coachs au All-Star Game
- Frank Layden – 1984
- Quin Snyder – 2021

### Vainqueur du concours à 3 points
- Jeff Hornacek (x2) – 1998, 2000

### Vainqueur du concours de dunks
- Jeremy Evans – 2012
- Donovan Mitchell – 2018

### Vainqueur du Skills Challenge
- Deron Williams – 2008
- Trey Burke – 2014
- Jordan Clarkson, Walker Kessler, Collin Sexton – 2023

## Distinctions en fin d'année

### All-NBA Team

#### All-NBA First Team
- Pete Maravich (x2) – 1976, 1977
- Karl Malone (x11) – 1989, 1990, 1991, 1992, 1993, 1994, 1995, 1996, 1997, 1998, 1999
- John Stockton (x2) – 1994, 1995

#### All-NBA Second Team
- Pete Maravich – 1978
- Adrian Dantley (x2) – 1981, 1984
- Karl Malone (x2) – 1988, 2000
- John Stockton (x6) – 1988, 1989, 1990, 1992, 1993, 1996
- Deron Williams (x2) – 2008, 2010
- Rudy Gobert – 2017

#### All-NBA Third Team
- John Stockton (x3) – 1991, 1997, 1999
- Karl Malone – 2001
- Carlos Boozer – 2008
- Rudy Gobert (x3) – 2019, 2020, 2021

### NBA All-Rookie Team

#### NBA All-Rookie First Team
- Darrell Griffith – 1981
- Thurl Bailey – 1984
- Karl Malone – 1986
- Andreï Kirilenko – 2002
- Deron Williams – 2006
- Trey Burke – 2014
- Donovan Mitchell – 2018
- Walker Kessler – 2023

#### NBA All-Rookie Second Team
- Blue Edwards – 1990
- Paul Millsap – 2007
- Derrick Favors – 2011
- Keyonte George – 2024

### NBA All-Defensive Team

#### NBA All-Defensive First Team
- E.C. Coleman – 1977
- Mark Eaton (x3) – 1985, 1986, 1989
- Karl Malone (x3) – 1997, 1998, 1999
- Andreï Kirilenko – 2006
- Rudy Gobert (x6) – 2017, 2018, 2019, 2020, 2021, 2022

#### NBA All-Defensive Second Team
- Mark Eaton (x2) – 1987, 1988
- Karl Malone – 1988
- John Stockton (x5) – 1989, 1991, 1992, 1995, 1997
- Andreï Kirilenko (x2) – 2004, 2005